# Crkva Svetog Dimitrija (Solun)
Crkva Svetog Dimitrija u Solunu je najvažnija i najveća crkva u Solunu. Sveti Dimitrije je zaštitnik grada Soluna. Crkva datira iz vremena Vizantijskog carstva kada je Solun bio drugi po veličini grad u Vizantiji odmah posle Konstantinopolja (Carigrada). Crkva se nalazi na svetskoj kulturnoj baštini od izuzetnog značaja od 1989. godine.

## Istorija
Prva crkva sagrađena je oko četvrtog veka, na mestu rimskog kupatila. Nekoliko puta je razarana od požara, a na kraju je crkva sagrađena kao petobrodna bazilika (629—634), ovo je oblik crkve koji se zadržao do danas. Mozaici koji se danas nalaze u crkvi predstavljaju retke primere umetnosti preživele iz doba Ikonoborstva. Nakon osvajanja Soluna od strane Turaka 1430. godine, crkva je pretvorena u džamiju. Nakon oslobađanja Soluna u balkanskim ratovima Crkva Svetog Dimitrija je osveštana i ponovo joj je vraćeno zvono.
Crkva je nažalost razorena 1917 u Velikom solunskom požaru, ali je restaurirana između 1926. i 1948. godine. Prilikom funkcionisanja crkve kao džamije i velikog oštećenja u požaru iz 1917, najveći deo mozaika iz vizantijskog perioda je izgubljen. Kasnija iskopavanja su otkrila delove rimskog kupatila, koji se i danas mogu videti unutar crkve, gde su Rimljani držali Svetog Dimitrija i pogubili ga. Unutar crkve nalazi se sarkofag sa moštima Svetog Dimitrija. Crkva danas predstavlja jedan od najlepših primera paleohrišćanskih i vizantijskih spomenika kulture u Solunu. Crkva se nalazi u Istoimenoj ulici.

## Literatura
1. ↑  „Crkva Sv. Dimitrija”. Архивирано из оригинала 07. 03. 2012. г.

## Spoljašnje veze
- Grčki web sajt posvećen crkvi sv Dimitrija u Solunu